# Marky Mark and the Funky Bunch
Marky Mark and the Funky Bunch — популярная в начале 1990-х годов американская хип-хоп-группа, возглавляемая Марком Уолбергом (под сценическим именем Marky Mark). Визитной карточкой группы стала композиция Good Vibrations, возглавлявшая в 1991 году хит-парад Billboard Hot 100.

## История
Marky Mark and the Funky Bunch выпустила дебютный альбом Music for the People 23 июля 1991 года. Альбом имел громадный успех, возглавив чарт начинающих исполнителей Top Heatseekers и заняв 21 позицию во всеобщем Billboard 200. Ударными синглами альбома стали входившие в десятку хит-парада Billboard 100 Good Vibrations (1-е место) и Wildside (10-е место). 15 ноября альбом получил статус золотого, а 14 января 1992 года — платинового. На волне успеха компания 'Digital Pictures' выпустила видеоигру Marky Mark and the Funky Bunch: Make My Video, где игроку было предложено из представленных видеороликов смонтировать собственный клип под одну из композиций группы. Игра была признана одной из худших видеоигр всех времён.
По горячим следам Music for the People группа 15 сентября 1992 года выпустила следующий альбом You Gotta Beleive. Его успех был много меньше: лишь 67-я позиция в Billboard 200. Центральный заглавный сингл You Gotta Believe не сумел подняться выше 49-й строчки в Billboard 100. В 1993 году группа была расформирована. Последней совместной композицией стала I Want You, вошедшая в саундтрек к фильму Супербратья Марио.
В дальнейшем Марк Уолберг свою музыкальную карьеру продолжит в кооперации с рэгги-исполнителем Prince Ital Joe. Дуэт выпустит в Европе два альбома — Life in the Streets и The Remix Album, — а их композиция «United» возглавит немецкий хит-парад. В 1996 году соло Марк выпустит видео Hey DJ, а записывать музыку продолжит вплоть до 1998 года в основном для кинофильмов со своим участием.
В 2008 году в одном из интервью на вопрос «не думает ли Марк возродить группу Marky Mark and the Funky Bunch», он ответил, что «рэп — дело молодых, а он слишком стар для этого».

## Состав
- Marky Mark — Марк Уолберг
- Scottie Gee — Скотт Росс
- Hector the Booty Inspector — Хектор Баррос
- DJ-T — Терри Янси
- Ashey Ace — Энтони Томас

## Дискография

### Студийные альбомы
| 1991                              | Music for the People - Дата выпуска: 23 июля 1991 - Лейбл: Interscope Records  | 21 | —  | 1 | 35 | 35 | 61 | - Платиновый |
| 1992                              | You Gotta Believe - Дата выпуска: 15 сентября 1992 - Лейбл: Interscope Records | 67 | 66 | — | —  | —  | —  |              |
| «—» — в хит-параде не котировался |                                                                                |    |    |   |    |    |    |              |

### Синглы
| Год                               | Сингл                    | Наивысшая позиция в хит-параде | Наивысшая позиция в хит-параде | Наивысшая позиция в хит-параде | Наивысшая позиция в хит-параде | Наивысшая позиция в хит-параде | Наивысшая позиция в хит-параде | Наивысшая позиция в хит-параде | Наивысшая позиция в хит-параде | Наивысшая позиция в хит-параде | Наивысшая позиция в хит-параде | Статус    | Альбом               |
| Год                               | Сингл                    | US                             | US Dan                         | US R&B                         | US Rap                         | AUS                            | AUT                            | NOR                            | NZ                             | SWE                            | UK                             | Статус    | Альбом               |
| --------------------------------- | ------------------------ | ------------------------------ | ------------------------------ | ------------------------------ | ------------------------------ | ------------------------------ | ------------------------------ | ------------------------------ | ------------------------------ | ------------------------------ | ------------------------------ | --------- | -------------------- |
| 1991                              | «Good Vibrations»        | 1                              | 10                             | 64                             | —                              | 4                              | 15                             | 2                              | 8                              | 1                              | 14                             | - Золотой | Music for the People |
| 1991                              | «Wildside»               | 10                             | —                              | —                              | 8                              | 28                             | 26                             | 10                             | —                              | 22                             | 42                             | - Золотой | Music for the People |
| 1993                              | «I Need Money»           | 61                             | —                              | —                              | —                              | —                              | —                              | —                              | —                              | —                              | —                              |           | Music for the People |
| 1993                              | «Peace»                  | —                              | —                              | —                              | —                              | —                              | —                              | —                              | —                              | —                              | —                              |           | Music for the People |
| 1993                              | «You Gotta Believe»      | 49                             | —                              | —                              | —                              | —                              | —                              | —                              | 34                             | —                              | 54                             |           | You Gotta Believe    |
| 1993                              | «Gonna Have a Good Time» | —                              | —                              | —                              | —                              | —                              | —                              | —                              | —                              | —                              | —                              |           | You Gotta Believe    |
| 1996                              | «Hey DJ»                 | —                              | —                              | —                              | —                              | —                              | —                              | —                              | —                              | —                              | —                              |           | без альбома          |
| «—» — в хит-параде не котировался |                          |                                |                                |                                |                                |                                |                                |                                |                                |                                |                                |           |                      |

## Награды и номинации

### Грэмми
| Год  | Объект номинации  | Название номинации | Результат |
| ---- | ----------------- | ------------------ | --------- |
| 1993 | You Gotta Believe | Лучшее рэп-соло    | Номинация |

### MTV Video Music Awards
| Год  | Объект номинации | Название номинации        | Результат |
| ---- | ---------------- | ------------------------- | --------- |
| 1992 | Good Vibrations  | Лучшее танцевальное видео | Номинация |
| 1992 | Good Vibrations  | Лучшее рэп-видео          | Номинация |

### American Music Awards
| Год  | Объект номинации               | Название номинации                   | Результат |
| ---- | ------------------------------ | ------------------------------------ | --------- |
| 1992 | Marky Mark and The Funky Bunch | Лучший новый рэп/хип-хоп исполнитель | Номинация |